# Sojuz TMA-15
Sojuz TMA-15 (ryska: Союз ТMA-15) var en bemannad flygning i det ryska rymdprogrammet, som sköts upp från Kosmodromen i Bajkonur med en Sojuz-FG-raket, den 27 maj 2009. Flygningen gick till Internationella rymdstationen. Man dockade med ISS den 29 maj 2009. 
Farkosten lämnade rymdstationen den 1 december 2009. Några timmar senare återinträdde den i jordens atmosfär och landade i Kazakstan.
I och med att farkosten lämnade rymdstationen var Expedition 21 avslutad.